# Eupithecia lineisdistincta
Eupithecia lineisdistincta är en fjärilsart som beskrevs av András Vojnits 1981. Eupithecia lineisdistincta ingår i släktet Eupithecia och familjen mätare. Inga underarter finns listade i Catalogue of Life.